# Grünloch
Koordinaten: 47° 49′ 13,2″ N, 15° 2′ 42″ O
Das Grünloch ist eine auf 1270 m ü. A. liegende Doline am Dürrenstein-Plateau der Ybbstaler Alpen in Niederösterreich. Die Doline, die etwa 500 Meter Durchmesser hat, weist beim niedrigsten Sattel, dem Lechnergraben, einen Höhenunterschied von etwa 50 Metern auf. Der Boden der Doline hat einen Durchmesser von nur etwa 100 Metern.

## Temperaturextrema und Lokalklima

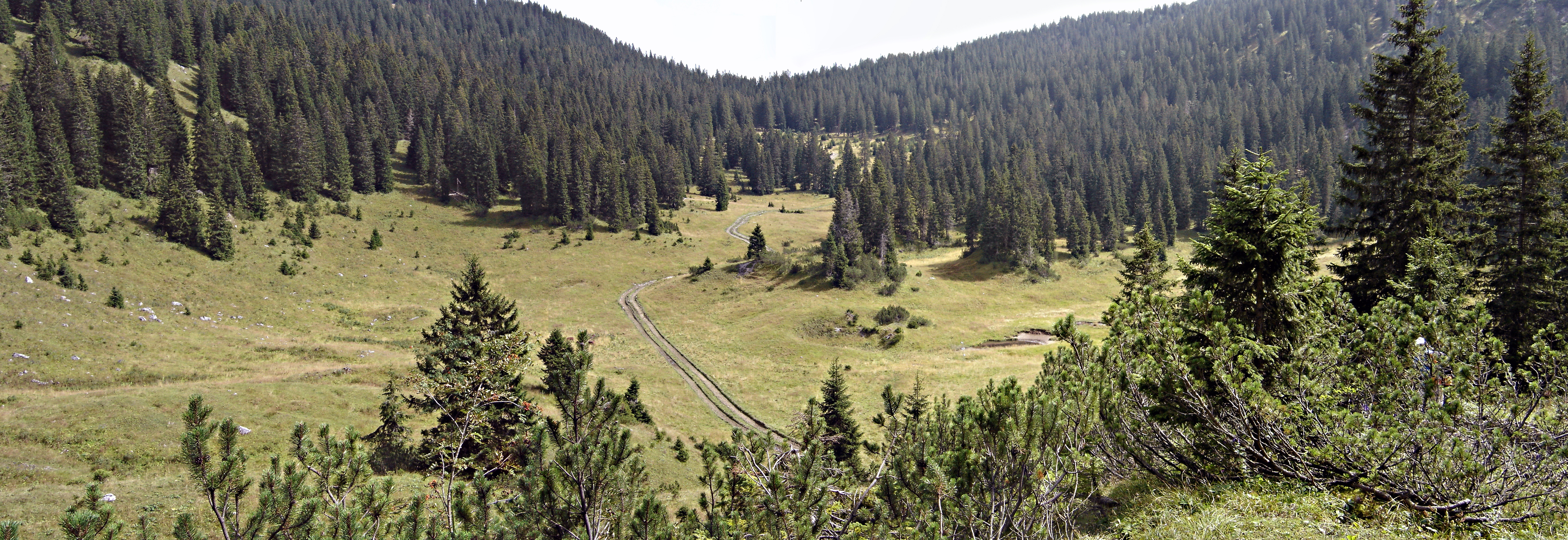
Blick auf das Grünloch vom Sattel des Lechner Grabens

In der Vergangenheit wurden hier extrem tiefe Nachttemperaturen gemessen. Daher gilt das Grünloch als Kältepol Österreichs oder gar Mitteleuropas. In dieser Doline wurde am 19. Februar 1932 eine Temperatur von −52,6 °C gemessen.
Auch aktuelle Messreihen belegen die extremen Temperaturen, die im Grünloch herrschen können; so wurden am 25. Dezember 2003 −47,1 °C gemessen. Der offizielle, von der ZAMG angegebene Kälterekord aller Zeiten für Österreich liegt allerdings bei "nur" −37,4 °C, gemessen am 2. Jänner 1905 am Sonnblick-Observatorium. Die tiefste bislang in Europa, 1978 in der Nähe des Ural gemessene Temperatur beträgt −58,1 °C.
Grund für diese extremen Temperaturen ist die topographische Situation: Aufgrund der kesselartigen Lage bildet sich häufig eine Inversionswetterlage mit einem Kaltluftsee in Bodennähe. Rekordwerte treten aber nur sehr selten auf, wenn zusätzlich zu arktischer Kaltluft, die sich im Kessel sammelt, ein klarer Himmel die Energieabstrahlung verstärkt, Schnee liegt und Windstille herrscht.
Die Vegetation ähnelt der der Tundra. Es können hier nur Pflanzen überleben, die im Winter vollständig durch eine Schneedecke bedeckt werden und dadurch vor der Kälte des Kaltluftsees isoliert sind.

## Geschichte
Im Zweiten Weltkrieg befand sich hier eine Versuchsstation der Wehrmacht, in der Fahrzeugmotoren hinsichtlich ihrer Eignung für die Kriegführung in Sibirien getestet wurden. Einige stark verrostete Relikte aus dieser Zeit sind heute noch zu sehen.

## Galerie

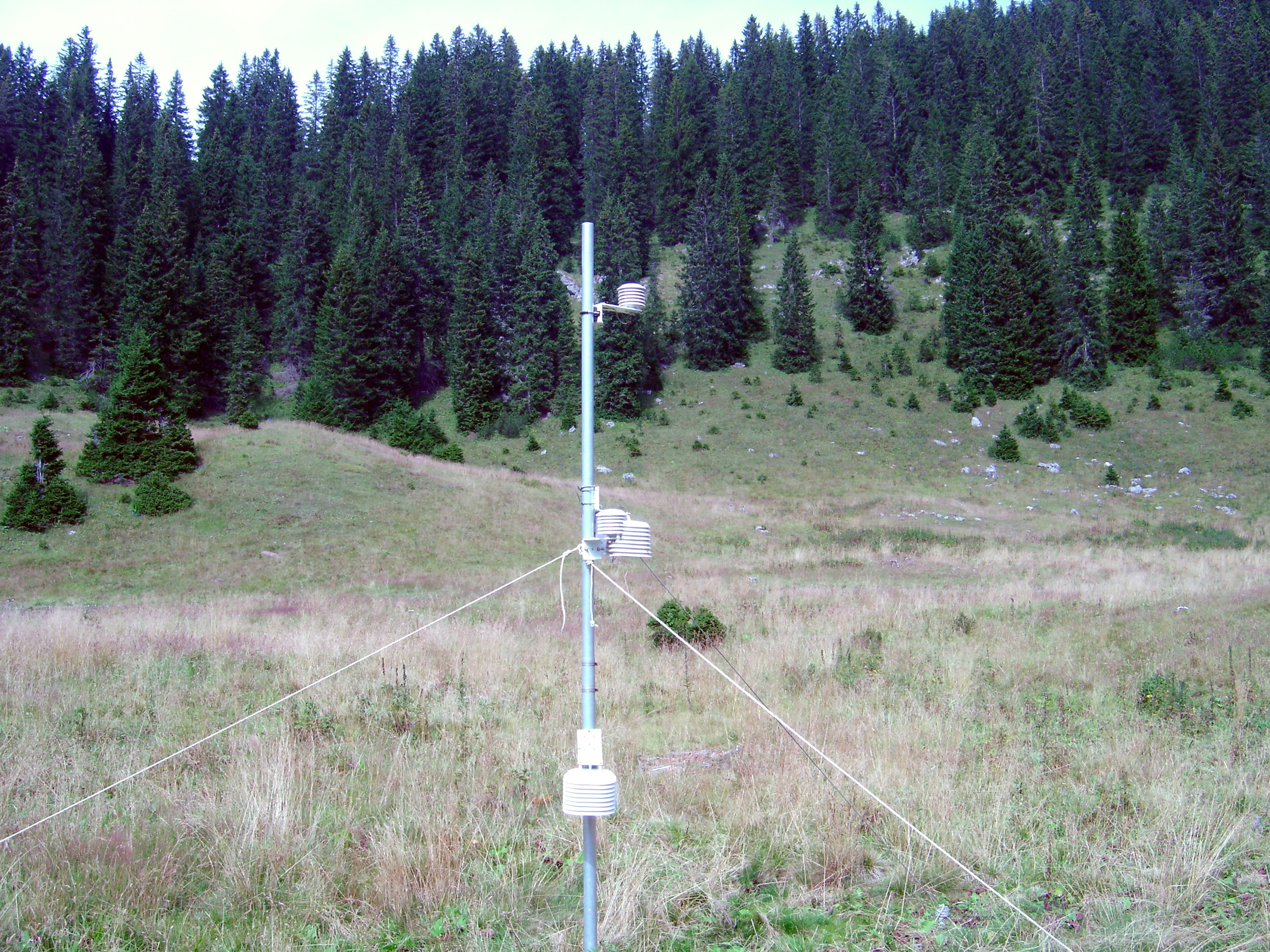
Die meteorologische Messstation am tiefsten Punkt der Doline
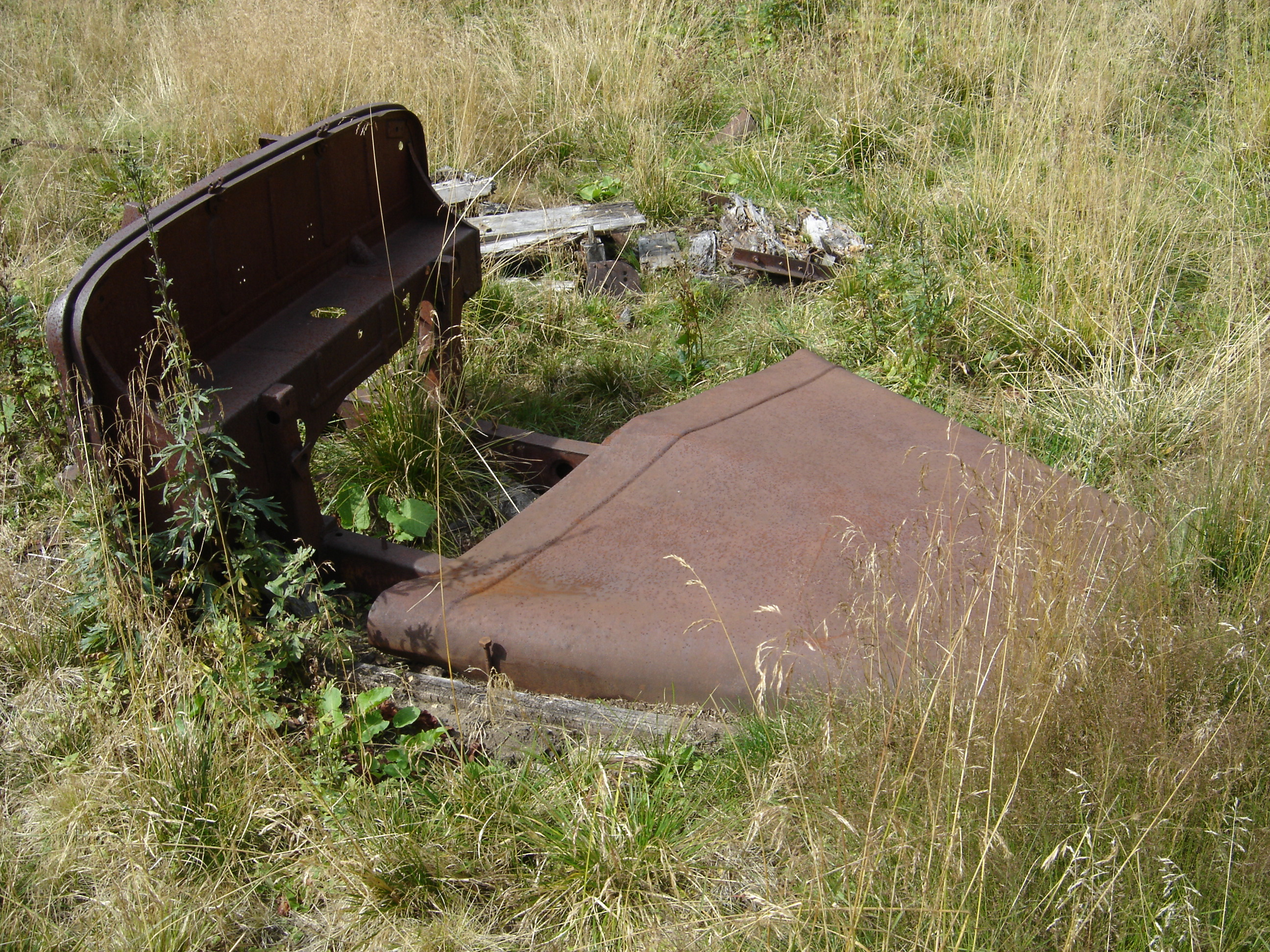
Die Reste der Versuchsstation der Wehrmacht aus dem Zweiten Weltkrieg